# جيسيوس البتراء
جيسيوس البتراء Gessius of Petra ( باليونانية : Γέσιος، Gesios ) كان طبيب عربي وفيلسوف وثني نشط في الإسكندرية في أواخر القرن الخامس وأوائل القرن السادس. كان جيسيوس من سكان منطقة البتراء. وفقًا لداماسيوس الذي يعد المصدر الرئيسي لسيرة جيسيوس في السودا، فإنه كان من البتراء نفسها. ويكتب ستيفانوس البيزنطي، من ناحية أخرى، أنه جاء من منطقة الجي الزراعية ( وادي موسى اليوم) غير البعيدة عن البتراء. اسم والده غير معروف. ربما كان من نسل جيسيوس الذي كان طالبًا ومراسلًا لليبانيوس وكان نشطًا في مصر في القرن الرابع. درس تحت إشراف دومينوس، الذي كان يهوديًا. وفي وقت لاحق، قيل أنه نجح في إبعاد الطلاب عن معلمه.

## علمه
بحسب زكريا ريتور، درس جيسيوس الفلسفة على يد أمونيوس هيرميا في الإسكندرية. وكان أيضًا يدرّس الطب في الإسكندرية عندما كان زكريا يعيش هناك في ثمانينيات القرن الخامس. يقول داماسكيوس أنه بدأ ممارسته متأخرًا، لكنه كان طبيب مشهور في عهد الإمبراطور زينو (474-491). يذكر أنه نال "تكريمات غير عادية من الرومان"، ربما في إشارة إلى منحه لقبًا من قبل الدولة الرومانية.
تلقى جيسيوس مراسلات من بروكوبيوس غزة، الذي كان صديقًا قديمًا، ومن إينيس غزة. يصف بروكوبيوس زوجة جيسيوس بأنها بربرية من فريجيا. كان لديهم عدة أطفال. كتب بروكوبيوس رسالة تعزية بوفاة زوجته وبعض أبنائه. وكان جيسيوس أيضًا صديقًا للفيلسوف الأفلاطوني المحدث هيريسكوس. أخفاه في بيته عندما كان زينون يضطهد الأفلاطونيين المحدثين. عندما توفي هيريسكوس، قام جيسيوس بدفنه بشكل مشرف.
وفقًا لصوفرونيوس القدسي، تلقى جيسيوس المعمودية في المسيحية تحت ضغط إمبراطوري لكنه ظل وثنيًا في السر. وبما أن زكريا في كتابه أمونيوس وداماسيوس في كتابه حياة إيزيدور يعاملان جيسيوس على أنه ليس سوى وثني، فإن هذا التحول، إذا حدث، لابد أنه حدث بعد كتابة هذه الأعمال.  وفقًا لصوفرونيوس، قال جيسيوس، وهو ينهض من مياه المعمودية، "هذا حمام يخطف الأنفاس"، وهي عبارة ساخرة من سطر من الأوديسة وإشارة واضحة إلى استمرار التعاطف الوثني.   لم يصبح مؤمنًا حقيقيًا إلا عندما فشلت كل مهاراته في شفائه من مرض ما، فصلّى إلى القديسين كورش ويوحنا فشُفي بأعجوبة.  يزعم إدوارد واتس أن هذه القصة هي اختراع أدبي لصوفرونيوس، لكن باري بالدوين يعتبرها معقولة.

## ممارسة الطب
تشير ملاحظة ستيفانوس الأثيني إلى أن جيسيوس كان لا يزال يمارس الطب في الإسكندرية في ثلاثينيات القرن السادس. إذا كان الطبيب الموجود في قطعة بردية البتراء P.Petra I 2 هو نفس جيسيوس، فإنه كان قد توفي بحلول 10 مايو 538. وفي البردية التي كتبت في غزة، وُصف بأنه "ذو ذاكرة متعلمة". وفي ضوء صداقته مع بروكوبيوس وأينياس، فإن ارتباطه بغزة أمر معقول. إذا كان التعريف صحيحًا، فإن العديد من البرديات لها علاقة بالعلاقات العائلية لجيسيوس.